# キン肉アタル
- キン肉マン > キン肉マンの登場人物 > キン肉アタル
- キン肉マンII世 > キン肉マンII世の登場人物 > キン肉アタル

キン肉アタル（キンにくアタル）は、ゆでたまごの漫画『キン肉マン』およびその続編『キン肉マンII世』に登場する架空の人物。

## 主な特徴
初登場は、キン肉星王位争奪編「ソルジャー登場の巻」。主人公キン肉マンことキン肉スグルの実兄で、キン肉王家の長男。
幼い頃に、両親のスパルタ教育に耐え切れなくなり家出したため、アタルの存在は両親のキン肉真弓・キン肉小百合夫妻と極一部の側近以外には隠匿され、弟のスグルにも知らされていなかった。しかし、スグルの闘いをずっと見守っており、正義超人たちの友情がただの馴れ合いになっていると感じたアタルは、彼らに喝を入れるべく行動を開始。倒したキン肉マンソルジャーに成りすまし、キン肉星王位争奪サバイバル・マッチで25年ぶりに姿を現した。
経験豊富な先輩超人として、キン肉マンはもちろん他の正義超人たちからも一目置かれる存在。馴れ合いではない真・友情パワーを提唱し、火事場のクソ力の原型ともいえる業火のクソ力（アニメでは元祖・火事場のクソ力）を持つ。キン肉王家を捨てた身だが、王家が長年研鑽してきた格闘哲学への敬意までは捨てておらず、確かな技術に裏打ちされた王道レスリングを真髄とする。
作者のゆでたまごは運命の5王子を考えていくうちにキン肉マンの仲間を引き込み、より王位継承にふさわしいキャラとしてデザインし、キャラクターが固まるまで時間がかかったという。しかし、その苦労もあり、描いているうちに次第に感情移入し、王位争奪編シリーズの中ではアタルたちの試合が一番思い入れが強かったと語る。また連載中、敵役であるキン肉マンスーパー・フェニックスを遙かに凌ぐ人気に嬉しい反面、少し困ったとも語る。
ゆでたまごは王位争奪編におけるキン肉マンチーム以外の試合を盛り上げるためにテコ入れとしてキン肉マンの兄を登場させようと決め、その正体を読者にバレないよう細心の注意を払って守り続けたと語っている。
劇中では真のキン肉マンソルジャー（ソルジャーマン）から奪ったマスクを着用しているため、アタル自身のマスクは不明。回想およびイメージシーンなどでは顔に陰がかかっている。
作中、アタルが牧師に扮し、強盗から身を挺して人質を救うシーンは映画『七人の侍』のオマージュ。作者によればアタルには『七人の侍』で志村喬が演じた島田勘兵衛のイメージを重ねているという。またこれらの場面も描いていて面白かったと語る。
名前の由来は江川卓の実弟。

## 『キン肉マン』でのキン肉アタル

### 生い立ち
キン肉王家の第一王子として誕生したアタルはキン肉星の王子として、父キン肉真弓から遊ぶことも許されず、食事や入浴時間も取れないほどの厳しいスパルタ教育を受けていた。ところが9歳の頃ついにそれに耐え切れなくなり、非行に走った末、弟のスグルが生まれる前に家出した。その際に扉に左腕をぶつけて負傷し、以後も古傷として残る。
王子としての立場を捨てて逃げたことに対しては責任を感じており、自分の代わりに満身創痍になりながらも闘うキン肉マンを影から見守っていた。

### 超人血盟軍結成
馴れ合いとなっている正義超人たちの友情に活を入れるため、キン肉星王位争奪サバイバル・マッチ出場を決意したアタルは、富士山で特訓中のキン肉マンソルジャー率いる残虐チームを襲撃。ナパーム・ストレッチで全員を倒し、ソルジャーのマスクを奪い去り、表向きはキン肉マンソルジャーとして活動するようになる。その後、ブロッケンJr.、バッファローマン、アシュラマン、ザ・ニンジャをスカウトするため、ドイツ・西ベルリンに赴く。一度は断られるが、ベルリン市街にて子供を人質に取った強盗ボックマンから子供を冷静かつ的確な判断と行動（牧師に変装して強盗を欺き接近、正体がバレるも子供を傷つけることなく強盗を撃退）で救い出す。強盗退治後のアタルの気高い態度に引かれたブロッケンJr.たちは残虐チーム入りを決意し、超人血盟軍を結成する。
準決勝にて名古屋城でキン肉マンスーパー・フェニックス率いる知性チームと対戦。知性チームの先鋒サタンクロスに先鋒ザ・ニンジャを倒され、次鋒アシュラマンが引き分けとなる。状況を不利と見たアタルは、3対3の6人タッグマッチによる決着を考えるも、弱気に繋がることから言い出せずにいたが、それを汲み取ったブロッケンJr.（アニメではフェニックス）が代わりに発言したことで了承された。
関ヶ原上空に浮かぶ立方体リングでの戦いにおいて、アタルはフェニックスの実力を測るために消極的なファイトを行うが、その結果、ブロッケンJr.はプリズマンと相打ちとなって伊吹山の渓谷に落下する。責任を感じたアタルは勇猛果敢なファイトに切り替えて、フェニックスとマンモスマンに善戦。マンモスマンの「ビッグ・タスク」に恐怖するバッファローマンに活をいれ、真・友情パワーで彼を成長させ、馴れ合いの友情パワーになりつつあったキン肉マンチームにも大きな影響を与えた。両親であるキン肉大王夫妻は今戦っているソルジャーの正体が長男アタルであることに気付くが、正々堂々としたクリーンファイトからフェニックスもソルジャーの正体に疑問を持ち始めるようになり、超人ニュースで本物の残虐チームのことが流されると、アタルは自分が偽ソルジャーであることを明かす。その正体が書かれた予言書のページを残虐の神が手に入れるが、バッファローマンが命がけで予言書を守り、ブロッケンJr.と同じく渓谷へ転落して消えた。
お互いのチームメイトが倒れ、一対一となったアタルは、倒れたチームメイトの技を次々使用し、チームメイトの息の吹き込まれた装飾品にも助けられ、フェニックスを後一歩の所まで追い込む。しかし、バッファローマンにKOされたかに思われたマンモスマンが息を吹き返し、予言書のページがアタルの身体に作用することに気付き、屋外のたいまつの中に放り込んでしまう。予言書が燃えて肉体が変色していく中、両親の口から偽ソルジャーの正体がキン肉王家の長兄・アタルだと公表されると、アタルは業火のクソ力を発動し、肉体の変色を一時的に遅らせ、マッスル・スパークの残りの50%であるアタル版マッスル・スパークをフェニックスに炸裂させ、キン肉マンの目に焼き付けさせた。それでもフェニックスを倒すには至らず、業火のクソ力の効力が解けたことで、両手足の消滅が始まり、フェニックスの放ったマッスル・リベンジャーに敗れ、残虐チームは敗退した。アタルはキン肉王家3つの心得をキン肉マンチームに伝え、彼らに看取られながら一度息を引き取った直後、肉体もキン肉マンの胸の中で消滅した。
人気投票では4位にランク入りした（集計は6人タッグマッチ直前）。

### 奇跡の灰
アタルの予言書は灰となったが、その灰は復活したネプチューンマンの手により回収された。以降、アタルの魂を宿した灰は、ディフェンドスーツの着用を拒むキン肉マンを説得し、マッスル・スパークを成功させるための力を一時的に与え、ジ・オメガマンに必殺技をかけられるジェロニモの窮地を救ってきた。ネプチューンマン消滅後、奇跡の灰は飛び降りたビビンバを救うために発動し、ビビンバの命を辛くも救った後、キン肉マンに「今のお前はフェニックスと同じように王位に目がくらんでいるに過ぎない」と忠告し、奇跡の灰の役目を終えた。
知性の神以外の邪悪神が倒された後、アタルは同様に消滅したジェロニモ、ロビンマスク、ネプチューンマンと共に邪悪大神殿に赴き、邪悪大神殿の番人を倒して、封印されたキン肉マンの火事場のクソ力を復活させた。王位争奪サバイバル・マッチ終了後、キン肉マンのフェイス・フラッシュで復活を遂げる。

### 完璧超人始祖編
キン肉星王位争奪編後、キン肉マンの前から姿を消したため、直接の登場はないが、キン肉マンたちの台詞やブロッケンJr.の回想シーンに登場。ブロッケンJr.から「ソルジャー隊長」と呼ばれ、回想の中では「ペラペラ喋ることだけが友情ではない」ことをブロッケンJr.に説いていた。
人気投票企画「キン肉マン超人総選挙2013」では3位、「キン肉マン超人総選挙2015」では1位、「キン肉マン超人総選挙2017」では3位にランクインしている。

### オメガ・ケンタウリの六鎗客編
オメガ・ケンタウリの六鎗客のリーダーであるオメガマン・アリステラとキン肉マンスーパー・フェニックスとの試合が終了した頃、超人博物館から奪ったソルジャーマスクを被り、2人が戦っていた復活した安土城へと姿を現した。残虐の神から今回の一件を聞かされたアタルは、かつて自ら殺めたソルジャーマンへの罪滅ぼしも兼ねて、キン肉マンソルジャーとして参戦を決意した。安土城の超人墓場に通じるトンネルを封鎖した後、アリステラのキン肉マンとタッグを組んではどうかという提案を却下した。代わりに残虐の神を呼び寄せて、残虐の神の力を借りることで大魔王サタンが作り出した結界を一時的に破壊し、その穴からブロッケンJr.を安土城に転移させ彼とタッグチーム・フルメタルジャケッツを結成し、アリステラとマリキータマンのタッグチームであるオメガ・グロリアスと、復活した関ヶ原の浮遊立方体リングで対戦する。ブロッケンJr.を自身のタッグパートナーとして選んだ理由は、彼が他の誰よりも自身の思想である血盟軍の思想を理解しており、またブロッケンからの信頼も厚いと考えたためである。
戦いの中でアリステラは対戦相手に合わせて超人強度を成長させる自身の能力で業火のクソ力を手に入れ、さらに落ちこぼれから現在の地位に上り詰めたキン肉マンに自らの境遇を重ね合わせてシンパシーを感じると語った。しかしアタルは「スグルの願いが『祈り』なのに対して、アリステラの願いは『呪い』である限り、その2つの差が火事場のクソ力の威力の最大の決まり手となる」と否定。その直後、アリステラの業火のクソ力が勢いを無くし始め困惑するアリステラに、アタルは「キン肉族の力の源泉は『慈悲の心』にあり、『呪い』に囚われそれを理解できないアリステラに火事場のクソ力は使いこなせない」と主張した。それでもアリステラはザ・マンへの恨みは捨てられないと宣言しマリキータマンと共にグロリアスグレイブヤードスプラッシュを放つが、アタルは一瞬の隙をつきブロッケンと共にナパームコンビネゾンを決めマリキータマン、そして一騎討ちの末に自らが繰り出せる慈悲の技であるアタル版マッスル・スパークでアリステラを撃破し、オメガ・グロリアスとの戦いに決着をつけた。その直後、アリステラたちに制裁を加えるために実体化した大魔王サタンからアリステラを守るために負傷するが、上空から飛来した完璧超人始祖の一人ジャスティスマンに助けられ、アリステラを連れてリング外へ避難する。そして、ジャスティスマンが大魔王サタンの実体を粉々に砕いて勝利した後、これから訪れるさらなる危機の話をザ・マンから直接聞くために、アリステラたちやスグルたちと共にジャスティスマンが作り出したワームホールで聖なる完璧の山（超人墓場）へと向かう。今回の騒動でジャスティスマンの力に頼った自分たち新世代の超人の未熟さを痛感し、各々のさらなる精進の必要性をザ・マンに伝えた後、ザ・マンから全宇宙の超人たちを死滅させようと企む調和の神とその一派のことを聞く。その際に残虐の神から超人たちを死滅させるために必要な108のカピラリアの欠片（ピース）の話は聞いていたが、調和の神という名称や邪悪五大神が所持するカピラリアの欠片の所在については聞いていないことをスグルたちに語った。この時に自身にとって大叔父でもあるキン肉サダハルことネメシスと初めて対面し、ネメシスから「清廉だったタツノリの面影を感じる目をしている」と言われた。

### 新シリーズ
調和の神を始めとする超神たちが地上に襲来した後、ザ・マンの指示で引き続きブロッケンJr.と組んで超神たちの行き先へと向かい、3体の超神たちがいるソ連（現リトアニア）シャウレイの十字架の丘に到着し、そこでサタンクロスと超神ザ・ナチュラルとの試合を観戦する。その最中に到着したアシュラマン、そしてザ・ナチュラルに敗れたサタンクロスが息を引き取った直後に到着したバッファローマンとザ・ニンジャが揃ったことで、超神たちに対抗するために今こそ“血盟の理念“を示すべきだと告げて、超人血盟軍を再結成する。
「キン肉マン超人総選挙2019」「キン肉マン超人総選挙2021」「キン肉マン超人総選挙2024」では1位にランクインしている。

### 主要対戦成績
- タッグマッチ
  - ×知性チーム（キン肉マンスーパー・フェニックス / マンモスマン / プリズマン、マッスル・リベンジャー）
  - ○オメガ・グロリアス（オメガマン・アリステラ / マリキータマン、アタル版マッスル・スパーク）

- 団体戦
  - ×知性チーム（0勝2敗1引き分け）

## 『キン肉マンII世』でのキン肉アタル
キン肉マンソルジャーのマスクを付けて活動を続けている。甥のキン肉万太郎が生まれてからキン肉星を離れ、現在も現役超人として戦い続けているため、弟のスグルとは違い肉体の衰えは全くない。
キン肉星王位争奪サバイバル・マッチ後、ザ・ニンジャと超人警察隊（アンタッチャブル）を結成。多くの宇宙に散らばる悪行超人捕縛に活躍。その後もキン肉星を離れていたが、キン肉万太郎の一大事と聞き、キン肉星評議会に参加。万太郎にK.K.D（火事場のクソ力）修練を勧め、その様子を監視していた。
連載中に行われた人気投票では第9位にランク入りし、変わらぬ姿での再登場がファンの人気を呼んだと語られている。この他、第4回人気投票では第11位にランク入りした。

## 得意技

### シングル技
ナパーム・ストレッチ
アタルのオリジナルホールド。相手をカンパーナ（釣鐘固め）の体勢に捕らえ、回転しながら空高く上昇した後急降下し、相手の胸部をキャンバスに激突させる技。
一撃で周囲を焼き払うナパーム弾並の威力を誇ることからこの名前が付いた。
相手は落下の際に胸部に強力な空気抵抗を受けるために胸にアルファベットの「A」の文字が刻まれる。アニメでは「X」の字が刻まれていた。
この技で本物の残虐チームを一掃するが、フェニックス戦ではマンモスマンのビッグタスク・ファン（アニメ版では投げつけた鉄柱）で失敗する。
アタル版マッスル・スパーク
キン肉族三大奥義「マッスル・スパーク」のかけ方の50%。右脚で相手の首、左脚で左の太股を絡めて上昇し、空中で相手と背中合わせで覆いかぶさるようなブリッジの体勢となり、相手の両手をチキンウイングに捕らえ、相手の両足に自分の両足を絡ませた状態で落下しマットに激突させる。
50%の完成度ながら、相手の五体をくまなく破壊し、単独技としても充分通用する殺人技となっている。
フェニックス戦にて、スグルに技を伝えるために未完成のスグル版マッスル・スパークから技をかけているが、オメガマン・アリステラ戦では単体で技をかけている。まず相手を空中にドロップキックを連続で放ち相手を浮かせてホールドしてから、回転を加えて落下しマットに激突させる改良版を披露した。
『キン肉マンII世 究極の超人タッグ編』ではマッスル・スパーク"地"と命名された。
ローリングキューブスープレックス
名前の初出は読切「超人血盟軍、結成秘話」より。立方体リングにて繰り出した連続のドラゴン・スープレックス。
肉のカーテン
キン肉族の先祖・キン肉タツノリが考案した鉄壁の防御法。貝が殻を閉じるかのように両腕で自分の頭と身体をガードする。マンモスマンの攻撃を防ぐために使用した。
ダブル・タスク・スープレックス
マンモスマンの2本のビック・タスクを両脇に抱え込んで後方に投げ捨てるスープレックス。
順逆自在の術
元はザ・ニンジャの技で、一瞬にして技の受け手と掛け手を入れ替える。フェニックスのマッスル・リベンジャーから逃れる際に使用。アニメ版では背転田楽刺しに変更された。
超人稲綱落とし
空中で逆さ状態にした相手の足の裏に自分の両膝を合わせて落下、リングに激突させる技。元はアシュラマンの「阿修羅稲綱落とし」。
ベルリンの赤い雨
元はブロッケンJr.の技。左腕で放つ鋭い手刀。
バッファロー・ハンマー
バッファローマンの残したアームサポーターを装着し、繰り出された左腕でのラリアット。
フェイス・フラッシュ
マスクを捲り上げた素顔から放たれる、キン肉王家の正当な血を引く証の光。マンモスマンの振り上げた鉄柱に照射し、溶解した。「超人血盟軍、結成秘話」ではアクシデントから負傷したチームメイトの回復のために使用した。
グレネイドスープレックス
相手の両腕を立ち関節技に固めた状態のまま背後に投げるスープレックス。
肉の制圧（にくのサプレッション）
ブリッジの体勢で屈んだ相手の頭に覆いかぶさり、両手両足を締め上げる。
肉の豪雨（にくのダウンポア）
相手の片足を両手で掴んだ状態から後方に投げる。

### タッグ技
バトルフィールドドロップキック
フルメタルジャケッツのツープラトン。ロープの反動を使い、ブロッケンJr.と共に同時にドロップキックを放つ。
ドリル・ア・ホールキャノンドライバー
フルメタルジャケッツのツープラトン。逆さ状態の相手の両腕をクロスさせて取り飛び上がり、その上からブロッケンJr.が相手の両足に自分の両足を乗せ、そのままマットに叩きつける。
ナパームコンビネゾン
フルメタルジャケッツのツープラトン。アタルがナパーム・ストレッチで相手を拘束してからブロッケンJr.がアタルの両足と相手の背中を固定し、激しく回転しながらコーナーポストに胸から激突させる。
回転を加えることで相手の平衡感覚を失わせ、タッグ戦においてはもう片方のカットを防ぐ効果を持つ。相手は落下の際に胸にアルファベットの「AB」の文字が刻まれる。

## プロフィール
- 分類 - 正義超人→伝説超人
- 出身地 - キン肉星[17]
- 身長体重 - 197cm 102kg[5]
- 血液型 - O型[18]
- スリーサイズ - B129 W76 H93[18]
- 年齢 - 35歳[18]（34歳、家出時9歳説もある）[17]
- 超人強度 - 108万パワー[5]（1億パワーとの記述もあり[19]）
- 家族 - 祖父・キン肉タツノリ、父・キン肉真弓、母・キン肉小百合、弟・キン肉スグル、義妹・キン肉ビビンバ、甥・キン肉万太郎
- 備考 - 左利き[20]、放浪癖がある[21]、杖を投げるのが得意[21]

### 異名
- 心優しき孤高の戦士[22]
- 悪を許さぬキン肉族の長兄[23]
- 卓越した友情の闘士を救う渦中の人[24]
- 戦鬼[25]
- ミリタリー・トルーパー[26]
- 真・友情パワーの提唱者[26]
- 弟思いの兄[26]
- 未来を切り拓く男[26]
- 気高き戦士[26]
- 銀灰の完全被甲弾[26]
- 正悪共闘のルーツ[26]
- 盟友を導く偉大なる戦士[26]
- 理想を持ちたる渦中の人[26]

### 主な肩書き
- 超人血盟軍・大将
- キン肉王族長兄
- 超人特別機動警察隊（アンタッチャブル）

## コンピュータゲーム
初登場となる『キン肉マン キン肉星王位争奪戦』では大将戦用のキャラクターとして登場。ステージ3でフェニックスとの一騎討ちになり、彼でフェニックスを倒せればステージ4でネプチューンマンが使用可能になる。必殺技は「ナパーム・ストレッチ」と「アタル版マッスルスパーク」。
『キン肉マンII世 超人聖戦史』では主人公の正悪を示す属性ゲージが一定値なら仲間になるが、中立ルートでないと仲間にする機会がない。主人公が投げタイプなら、「ナパーム・ストレッチ」を習得できる。主人公が選んだルートにより扱いが分かれる。以下はそれを示したもの。
正義ルート
フェニックスルート
原作同様。終盤バッファローマンとタッグマッチで闘う。
ソルジャールート
主人公が事情を話し、ザ・ニンジャに代わって超人血盟軍に加入。王位争奪編に優勝すると王位継承を辞退し、自分の正体を明かしてキン肉マンに王位を譲る。
中立ルート
主人公が王位継承サバイバルマッチによる超人界の混乱を防ぐ際の交渉に登場。事情を話すか話さないかにより戦闘になる。
悪行ルート
悪魔超人入りした主人公の前にキン肉マンと共に立ちはだかる。
『キン肉マン マッスルジェネレーションズ』では、タッグチームを組むキャラクターによっては特定のチーム名が付けられる。
- ブラザーフッド - キン肉マン
- アタック電撃隊 - バッファローマン
- ザ・グラディエーターズ- 支配されたバッファローマン
- ザ・コマンドーズ[注 3] - ブロッケンJr.
- コンバット・ニンジャズ - ザ・ニンジャ
- ソルジャーチーム - アシュラマン
- 業火のKKDコンビ - キン肉万太郎
- 25年ぶりのチーム親子丼 - キン肉真弓

いずれもゲームオリジナルの名称である。
『キン肉マン マッスルグランプリ』シリーズでは『キン肉マン マッスルグランプリMAX』から登場。最後の隠しキャラクターとなっている。『キン肉マン マッスルグランプリ2』からは最初から使用可能。
『キン肉マンII世 正義超人への道』ではノーリスペクトとの戦いを終えた万太郎の前に現れ、最後の試練（ラストボス）として立ちはだかる。

## 声優
千葉繁
- テレビアニメ『キン肉マン キン肉星王位争奪編』
- ゲーム『キン肉マン マッスルジェネレーションズ』
- ゲーム『キン肉マン マッスルグランプリ』シリーズ
- パチスロキン肉マン 〜キン肉星王位争奪編〜

竹本英史
- テレビアニメ『キン肉マンII世』

稲田徹
- ゲーム『キン肉マンII世 正義超人への道』